# Яков III (король Кипра)
Яков III Кипрский  (фр. Jacques III; 28.08.1473, Фамагуста — 26.08.1474, там же) — последний наследный король Иерусалима, Кипра и Киликийской Армении, которым он числился единственный год своей жизни. 
Сын короля Жак II Бастарда (ок. 1438/39, Никосия — 10 июля 1473, Фамагуста) и Екатерины Корнаро (25 декабря 1454 — 10 июля 1510). 
Родился после смерти отца и умер в годовалом возрасте при загадочных обстоятельствах (возможно, от малярии). Его наследницей стала мать, которая при жизни сына была регентом королевства. Однако фактическая власть принадлежала венецианцам.